# روغن‌ماهی‌های کوچک
روغن‌ماهی‌های کوچک (نام علمی: Microgadus) نام یک سرده از تیره روغن‌ماهیان است.